# Cassida atrata
Cassida atrata (лат.) — жук подсемейства щитоносок из семейства листоедов.

## Описание
Жуки чёрной матовой окраски длиной тела 6-8 мм. Передняя часть переднеспинки с парой буроватых пятнен. Внешний край надкрылий пологий.

## Экология
Обитает в смешанных широколиственных лесах и степной зоны. Питаются на шалфее.

## Распространение
Встречается в Центральной и Юго-восточной Европе, на Кавказе и Турции.